# Beit Furik
Beit Furik (àrab: بيت فوريك, Bayt Fūrīk) és un municipi palestí de la governació de Nablus, a Cisjordània, al nord de la vall del Jordà, 9 kilòmetres al sud-est de Nablus. Segons l'Oficina Central Palestina d'Estadístiques tenia 10.339 habitants en 2007. Durant el segle xix i meitat del segle XX Beit Furik fou el principal proveïdor de calç per a la fabricació del sabó de Nabulsi a Nablus.